# Pristimantis bellona
Pristimantis bellona es una especie de anfibio anuro de la familia Craugastoridae.

## Distribución
Esta especie es endémica del departamento de Antioquia en Colombia. Habita en el municipio de Frontino entre los 1100 y 2000 m de altitud en la vertiente occidental de la Cordillera Occidental.

## Publicación original
- Lynch, 1992 : A new species of Eleutherodactylus (Amphibia: Leptodactylidae) from western Colombia with cranial co-ossification. Copeia, vol. 1992, n.º 3, p. 826-831.[5]